# Johann Franz Ermels

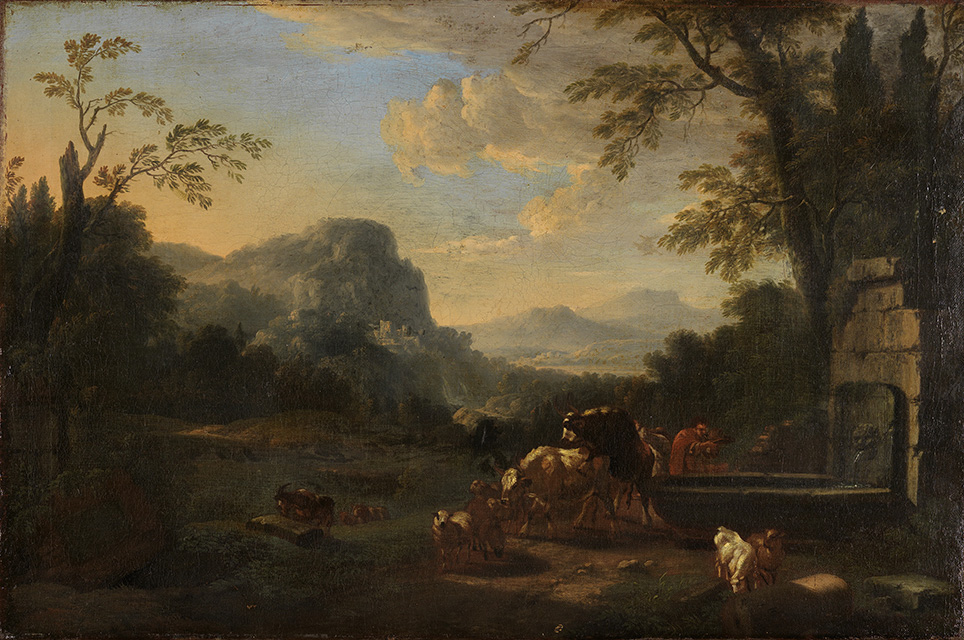
Südliche Gebirgslandschaft mit Hirt und Herde am Brunnen, Kunsthalle Karlsruhe

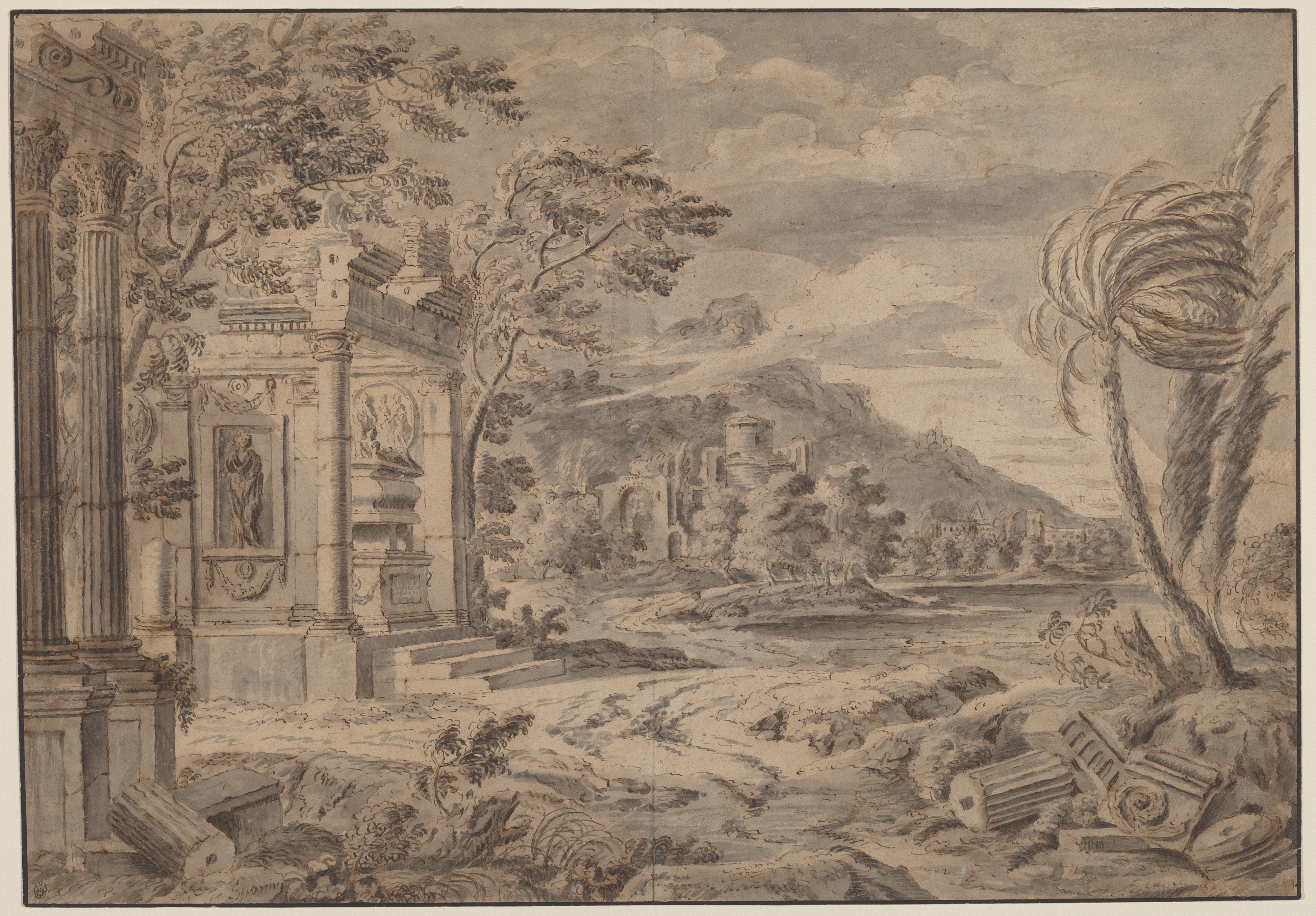
Zeichnung Antique Ruins along a Mountain Coast, National Gallery of Art

Johann Franz Ermels (auch Ermel, Ermelein, Johann Franciscus Ermels; * 1641 in Reilkirchen; † 3. Dezember 1693 in Nürnberg) war ein deutscher Porträt-, Historien- und Landschaftsmaler sowie Radierer und Zeichner.

## Leben
Johann Franz Ermels wurde 1641 in Reilkirchen als Sohn eines Winzers geboren. Seine Ausbildung zum Historien- und Porträtmaler erfolgte in Köln bei einem Nachfolger des Johann Hulsman, dann in Utrecht und ab 1660 in Nürnberg. Er legte dort 1661 ein Altarbild als Probestück vor, wurde Bürger der Reichsstadt und zugelassener Meister. Im Jahr 1662 schloss er sich dem aus Utrecht und Italien kommenden Maler Willem van Bemmel an, der seinen Wechsel zur Landschaftsmalerei auslöste. Ermels malte pastorale Landschaften, staffierte für Bemmel Figuren und kopierte Tiere nach Johann Heinrich Roos. Auch in den Zeichnungen war er bis 1673 Bemmel sehr nahe, wobei er sich auch in der Malerei mehr auf die Darstellung von Felsformationen in Steinbrüchen konzentrierte. 
Als vielseitiger und offenbar hoch angesehener Maler zwischen Porträt und Landschaft hatte er einige Schüler wie etwa Johann Bartholomäus Eichler, Georg Thomas Gutthäter, Felix Meyer, Gottfried Wilhelm Röder († 1679) und Georg Blendinger (1667–1741). Diese lernten vermutlich auch bei seinem Freund Willem van Bemmel, der keine Zulassung als Meister hatte. Im Jahr 1673 besuchte ihn der später als Theatermaler erfolgreiche Oswald Harms, der eben aus Italien eingetroffen war. Daraufhin orientierte sich Ermels neu, er malte und zeichnete nun Ruinenlandschaften mit Tempeln und klassischen Säulenordnungen. Diese konnte er auch treffend mit Figuren staffieren. Seine persönliche Manier stand zwischen dem Klassizismus der zweiten Hälfte des 17. Jahrhunderts und den Utrechtschen Italianisanten, wobei Ermels nicht der großen Manier Bemmels folgte, sondern der Feinmalerei seiner niederländischen Kollegen huldigte.
Ermels heiratete zwei Mal und hatte sechs Kinder, darunter Sohn Georg Paul Ermel (getauft 1666 in Nürnberg; † nach 1697 in Rudolstadt), der ebenfalls Maler wurde, 1691 im Dienst von Herzog Johann Ernst von Sachsen-Coburg stand und später als Hofmaler in Rudolstadt arbeitete.
Seit 1674 litt Johann Franz Ermels an der Gicht, die seine Arbeit verlangsamte. Aus der Spätzeit sind nur kleine Werke bekannt. Er starb nach langer Krankheit am 3. Dezember 1693 in Nürnberg. Von seinen recht seltenen Bildern sind nur noch die Landschaften bekannt.